# Gigante ghiacciato

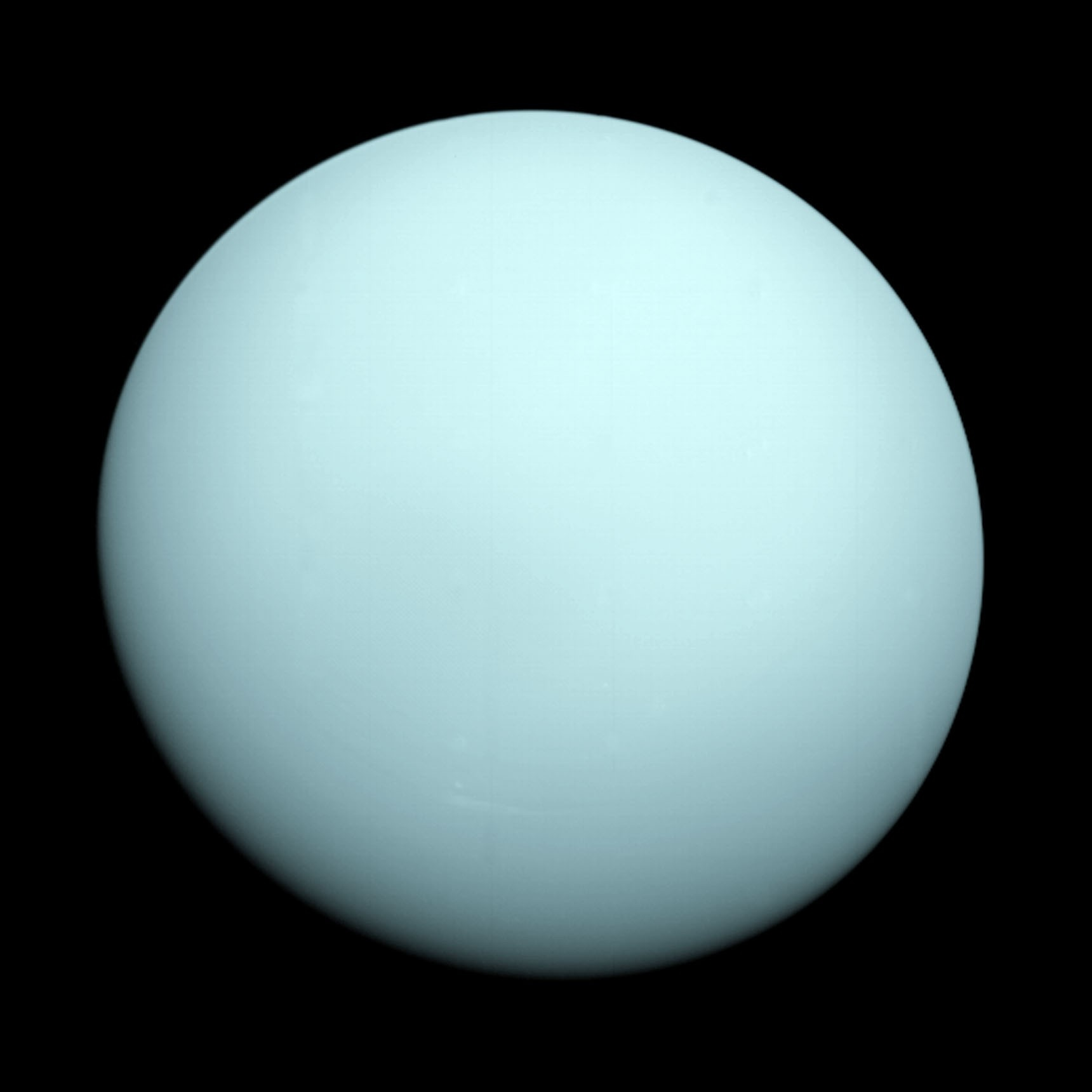
Urano

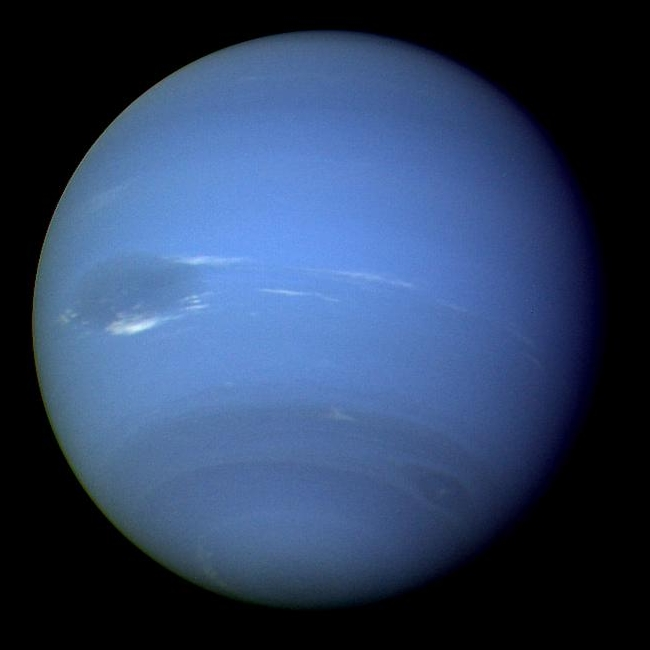
Nettuno

Un gigante ghiacciato, o gigante di ghiaccio, è un tipo di pianeta gigante composto principalmente da elementi meno volatili dell'idrogeno e dell'elio, come l'acqua, il metano o l'ammoniaca. Questi materiali sono chiamati "ghiacci" in astrofisica, indipendentemente dal loro stato (solido, liquido, gassoso), in contrasto con la consueta definizione del termine.
Tale distinzione tra giganti gassosi venne fatta a partire dal 1990, quando le accresciute conoscenze chimico-fisiche dei giganti più remoti portarono a distinguere i giganti più massicci, come Giove e Saturno da Urano e Nettuno. Questi ultimi contengono elementi intermedi più pesanti del "gas" (idrogeno ed elio), ma più leggeri delle "rocce" (silicio) e dei "metalli" (ferro, nichel). Urano e Nettuno sono classificati come giganti di ghiaccio in quanto nella loro massa totale è presente solo il 20% di idrogeno circa, rispetto a quasi il 90% della presenza di questo gas nei più massicci Giove e Saturno.
Il ghiaccio è spesso costituito anche di acqua, che si trova però allo stato supercritico, cioè in condizioni di pressione e temperatura particolari nel diagramma dell'equazione di stato, di cui occorre tener conto nella modellizzazione della struttura di questi corpi celesti. Si ritiene che i giganti ghiacciati siano privi di un nucleo di idrogeno metallico, diversamente dai giganti gassosi.
In questa classe sono stati inclusi diversi esopianeti scoperti che probabilmente hanno caratteristiche simili a quelle di Urano e Nettuno, con alcuni di essi classificati in un'ulteriore divisione in giganti ghiacciati caldi, come ad esempio i pianeti nettuniani caldi.

## Terminologia
Nel 1952, lo scrittore di fantascienza James Blish coniò il termine "gigante gassoso", usato per riferirsi ai grandi pianeti non terrestri del sistema solare. Tuttavia, dalla fine degli anni Quaranta, si è capito che le composizioni di Urano e Nettuno sono significativamente diverse da quelle di Giove e Saturno. Sono composti principalmente da elementi più pesanti dell'idrogeno e dell'elio, costituendo un tipo separato di pianeta gigante. Poiché durante la loro formazione, Urano e Nettuno incorporarono materiali come ghiaccio o gas intrappolati nell'acqua ghiacciata, entrò in uso il termine gigante di ghiaccio.
All'inizio degli anni 1970 la terminologia divenne popolare in campo fantascientifico, ma il primo uso scientifico del termine fu probabilmente di Dunne & Burgess (1978) in un rapporto della NASA.

## Formazione
I giganti ghiacciati si formarono probabilmente nei primi milioni di anni di vita del sistema solare, quando il disco protoplanetario conteneva ancora una notevole quantità di gas, catturato immediatamente dalla stella o da pianeti giganti più massicci come Giove. Questo comporta anche delle implicazioni sulla possibilità di formazione dei giganti ghiacciati, che devono formarsi in tempi relativamente rapidi, prima che il gas del disco protoplanetario sia dissipato. Osservazioni su dischi protoplanetari attorno a stelle giovani portano a pensare che il disco di gas nella fase iniziale della formazione di un sistema planetario possa durare dai 3 ai 10 milioni di anni.

## Campi magnetici
I campi magnetici di Urano e Nettuno sono entrambi insolitamente inclinati e asimmetrici. L'intensità dei campi magnetici di Urano e Nettuno sono intermedie tra quelle dei giganti gassosi maggiori (Giove e Saturno) e quelle dei pianeti terrestri, inoltre non sono generati dai nuclei ma dalla compressione e ionizzazione del mantello di ghiaccio fuso.

## Esopianeti giganti ghiacciati
A dicembre 2019 è stato rilevato il primo nettuniano freddo orbitante intorno ad una nana bianca. L'esopianeta orbita attorno alla stella WD J0914+1914, situata a circa 1500 anni luce di distanza nella costellazione del Cancro la cui temperatura superficiale stimata è di circa 28000 K (cinque volte la temperatura del Sole). Il pianeta orbiterebbe intorno al proprio astro a una distanza di 10 milioni di chilometri, circa 15 volte il raggio solare. La conclusione che il pianeta sia di tipo nettuniano ghiacciato è sostenuta dalla presenza di elementi chimici quali idrogeno, ossigeno e zolfo nel disco di materiale che ruota vorticosamente in caduta intorno alla nana bianca.